# Craig Tate
Craig Tate (* 25. September 1979) ist ein US-amerikanischer Schauspieler.

## Leben
Tate wurde am 25. September 1979 geboren. Erste Schritte als Fernsehschauspieler machte er 2012 in der Fernsehserie Treme, in der er in zwei Episoden die Rolle des Lamar Brown darstellte. Im Folgejahr erhielt er Filmbesetzungen in Der Butler und 12 Years a Slave und war bis 2014 in der Rolle des Deputy Clark Michaels in der Fernsehserie Ravenswood zu sehen. 2017 mimte er in sechs Episoden der Fernsehserie Snowfall die Rolle des Lenny. 2019 war er in insgesamt neun Episoden der Fernsehserie Reprisal in der Rolle des Earl zu sehen. 2020 wirkte er in der kleineren Rolle des Pitts im Film Greyhound – Schlacht im Atlantik mit. Kleinere Rollen übernahm er außerdem in King Richard und Black as Night im Folgejahr. 2022 übernahm er im Western Hostile Territory – Durch feindliches Gebiet die Rolle des Desmond Richards. In der Miniserie The Walking Dead: The Ones Who Live wirkte er als Lt. Col. Donald Okafor mit.

## Filmografie (Auswahl)
- 2012: Treme (Fernsehserie, 2 Episoden)
- 2013: Der Butler (The Butler)
- 2013: 12 Years a Slave
- 2013–2014: Ravenswood (Fernsehserie, 2 Episoden)
- 2014: When the Game Stands Tall
- 2014: Major Crimes (Fernsehserie, Episode 3x12)
- 2015: Beginner’s Guide to Sex
- 2015–2016: Aquarius (Fernsehserie, 2 Episoden)
- 2016: A History of Trouble with Women (Miniserie, Episode 1x03)
- 2016: Shameless (Fernsehserie, Episode 6x10)
- 2016: Buffalo (Kurzfilm)
- 2016: USS Indianapolis: Men of Courage
- 2017: Snowfall: Original Pilot (Fernsehfilm)
- 2017: Lycan
- 2017: Snowfall (Fernsehserie, 6 Episoden)
- 2017: Play Day (Kurzfilm)
- 2019: Reprisal (Fernsehserie, 9 Episoden)
- 2020: Greyhound – Schlacht im Atlantik (Greyhound)
- 2021: King Richard
- 2021: Black as Night
- 2022: Hostile Territory – Durch feindliches Gebiet (Hostile Territory)
- 2023: I’m a Virgo (Fernsehserie, 4 Episoden)
- 2024: The Walking Dead: The Ones Who Live (Miniserie, Episode 1x01)
- 2024: Mrs. Roosevelt und das Wunder von Earl's Diner (The Supremes at Earl's All-You-Can-Eat)
- 2024: Die Nickel Boys (Nickel Boys)
- 2024: The Last Stand of Ellen Cole